# Lilla Tärnen (Hällestads socken, Östergötland)
Lilla Tärnen är en sjö i Finspångs kommun i Östergötland och ingår i Motala ströms huvudavrinningsområde.